# 松山湖
松山湖，是位于广东省东莞松山湖高新技术产业开发区的一个自然湖泊，后改建为水库。水库名称为松木山水库。當地有42千米长的环湖道路，环湖游大概需要3至4小时。桃源公园是松山湖的海拔制高点，山顶建有观光亭。